# Szondy György (író)
Nemesoltai Szondy György Gyula (Temesrékas, 1889. július 24. – Budapest, 1961. november 7.) író, pedagógus.

## Életpályája
Szondy György és Kovács Etelka fia. 1907–1912 között Budapesten és Münchenben tanult. A budapesti tudományegyetemen (mai ELTE) szerzett tanári oklevelet. 1912–1913-as tanévben a nagyenyedi Bethlen Kollégium tanára volt. 
Az első világháború végén főhadnagyként szerelt le. 1919-ben Győrben tanított, majd Debrecenbe került, ahol Szabó Magda írót is tanította. 1941-ben a debreceni tankerület főigazgató-helyettesévé választották. Számos tankönyvet és olvasókönyvet írt, ill. szerkesztett (történelem, természetrajz, gazdaságtan, háztartástan stb.). Fordítóként Swift, Cooper, ill. Grimm-mesék átültetésével foglalkozott.
A második világháborút követően a Közoktatásügyi Minisztériumban, később az Akadémia Kiadónál dolgozott. Nagy népszerűségre tett szert ifjúsági íróként. 
Felesége Ágh Eszter Karolina volt, akivel 1945-ben kötött házasságot Budapesten. Fiai: György, Endre és István.
Sírja a Farkasréti temetőben található.

## Művei
- A ragyogószeműek (ifjúsági regény, Budapest, 1922)
- Mécsvilág (elbeszélések, 1923)
- Börme. Egy diák-lovagrend története (1923)
- Egészségtan az elemi népiskolák V-VI. osztálya számára; Egyházkerületi Ny., Debrecen, 1926 (A magyarországi református egyház egyetemes konventje által elfogadott egységes népiskolai kiadvány)
- Sugárka és Csöppike. Két tündérgyerek s a négy évszak története; Tip. Cele Trei Crişuri, Nagyvárad, 1926 (Az én könyvtáram)
- A magyar nemzet története. Osztott elemi népiskolák V-VI. oszt. számára; Egyházkerületi Ny., Debrecen, 1926 (A magyarországi református egyház egyetemes konventje által elfogadott egységes népiskolai kiadvány)
- Természetrajz, gazdaságtan és háztartástan az elemi népiskolák V-VI. osztálya számára; Egyházkerületi Ny., Debrecen, 1927 (A magyarországi református egyház egyetemes konventje által elfogadott egységes népiskolai kiadvány)
- A magyar nemzet története. Osztatlan elemi népiskolák számára; Egyházkerületi Ny., Debrecen, 1927 (A magyarországi református egyház egyetemes konventje által elfogadott egységes népiskolai kiadvány)
- Csathó Kálmán; Studium, Bp., 1928 (Kortársaink)
- Barlanghy Balambér kalandjai (ifjúsági regény, 1928)
- Állatok, virágok; Minerva Ny., Cluj-Kolozsvár, 1930 (A "Magyar Nép" könyvtára)
- A magyar ifjúsági irodalom gyermekkora 1669–1848 (tanulmány, Kecskemét, 1932)
- Mit olvasson a gyermek? Az ajánlható ifjúsági irodalmi művek jegyzéke 3-14 éves korig; Studium, Bp., 1933 (Szülők könyvtára)
- Testvérke naplója; Magyar Könyvbarátok, Bp., 1934 (Könyvbarátok kis könyve)
- A modern iskola és az ifjúság olvasmányai; Egyetemi Ny., Bp., 1936 (A tanítás problémái)
- Május hercegnője (ifjúsági regény, Budapest, 1937)
- Bezerédy Amália (Debrecen, 1937)
- A III./B. tanárt választ. Regény fiatal leányok számára; Singer-Wolfner, Bp., 1937
- Virágország, bogárország. Mesék a nagy természetből; Singer-Wolfner, Bp., 1940
- A bőrmedália lovagjai (ifjúsági regény, 1943)
- Az ismeretlen birodalom. Száz olvasmány a természetről; Városi és egyházkerületi Ny., Debrecen, 1944 (Debreceni könyvek Magyar. nevelés sorozata)
- Povázsay László–Szondy György: Harmadik könyvünk. Olvasmányok, nyelvi ismeretek, számolás és mérés. A falusi iskolák számára; VKM, Bp., 1947 (Általános iskolai tankönyvek)